# マファレッタ
マファレッタ(英語: Muffuletta)は、シチリアの丸いゴマのパンとそのパンを使った人気のサンドウィッチの両方を示す。そのサンドウィッチはアメリカ合衆国ルイジアナ州ニューオーリンズで、イタリア系移民の間で生まれた。 
日本語では、「ムファレッタ」、「ムーフレッタ」、「ムフレッタ」といった表記が用いられることもある。

## パン
マファレッタは大きくて丸い、やや扁平な一塊のパンである。しっかりした食感で直径約10インチ（25cm）ある。また、フォカッチャに少し似ているといわれている。しかし、マファレッタに使用するパンは外はカリカリで中は柔らかいとても軽いパンだという点でフォカッチャとは異なる。マファレッタは、ゴマ以外に追加している香辛料はない。パンはむしろフランスパンに近いが、フランスパンより少しずっしりしている。

## サンドイッチ
伝統的なスタイルのマファレッタサンドウィッチはマファレッタパンを水平に割いて、マリネしたオリーブサラダ、モルタデッテ、サラミ、モッツァレラ、ハム、それからプロヴォーネを重ねてパンで覆って構成される。サンドウィッチは時々プロヴォーネを柔らかくするために加熱される。4分の1のサイズ、半分のサイズ、それからフルサイズのマファレッタが売られている。
特徴的なオリーブサラダはピクルスの瓶に入っている角切りのオリーブ、セロリ、カリフラワー、ニンジンから作られている。そのセロリやカリフラワーやニンジンにはオレガノとニンニクを加え、オリーブオイルをかけて少なくとも24時間漬け込んでいる。
マファレッタはたいてい冷たい状態で提供されるが、トーストする販売店も多くある。 このことはPBSの特別番組のSandwiches That You Will Likeで言及されている。

## シーフード・マファレッタ
ニューオーリンズ都市圏に、揚げたシーフードを挟んだマファレッタパンを使用したシーフード・サンドウィッチがある。よくカキやエビ、ナマズ、それから時おりソフトシェルクラブが含まれる。シーフード・マファレッタはシーフード・ポーボーイの伝統的なドレッシングを入れるのと引き換えにオリーブサラダを除いている。シーフード・ポーボーイは溶けたバターと薄切りのピクルスやマヨネーズとレタスなどを入れる。

## 発音と正字法
マファレッタという語形やその派生形は本来のシチリア語を現代のイタリア語にした表現である。ニューオーリンズで見受けられる外国の影響があった単語の多くのように、発音は元来の発音から発達している。

特徴的なシチリア各地のなまりにより、このように単語が綴られることもある：
- muffuletta[5][6][7][8][9]
- mufuletta[10]
- muffiletta[6]
- mufiletta[10]
- muffulettu[7][9][11][12]
- muffuletu[6]
- muffulittuni[10]
- muffulitteḍḍu[10]